# Рождественский пудинг
Рождественский пудинг, плам-пудинг (англ. christmas pudding) — традиционный рождественский десерт в Великобритании, Ирландии и других странах Содружества наций. Почти в каждой английской семье имеется свой фирменный рецепт плам-пудинга. Существует даже королевский и имперский рецепт, объединяющий подданных Содружества. Готовится за несколько недель до праздника, затем «созревает» в прохладном месте и подаётся в первый день Рождества. По образцу плам-пудинга в Германии готовят мельбойтель.
Плам-пудинг представляет собой приготовленный на пару пудинг тёмного цвета с добавлением сухофруктов, орехов и околопочечного говяжьего жира. Раньше для приготовления рождественского пудинга использовался специальный мешок, но с начала XX века его повсеместно заменила форма для пудинга. Перед подачей на праздничный стол пудинг подогревается, пропитывается бренди или другим алкогольным напитком и фламбируется за столом. К рождественскому пудингу часто подают сладкий крем на основе сливочного масла с бренди или жидкий заварной крем из яиц и молока.